# Bret Michaels
Bret Michael Sychak (Butler, Pensilvania, 15 de marzo de 1963), más conocido como Bret Michaels, es un cantante y músico de rock estadounidense, popular por ser el vocalista y líder de la banda de hard rock Poison. Con su banda ha vendido alrededor de 40 millones de copias. Inició una carrera como solista en 1998 publicando el disco A Letter from Death Row, banda sonora de la película del mismo nombre, la cual el propio músico dirigió y protagonizó.
En 2010 publicó el álbum Custom Built, producción que logró escalar hasta la primera posición en la lista de éxitos Top Independent Albums y que logró además excelentes resultados en otras listas de Billboard, convirtiéndose en su álbum como solista más destacado hasta la fecha. Michaels fue ubicado en la posición número 40 en el listado de Los 100 mejores vocalistas del metal de todos los tiempos de la revista Hit Parader.

## Primeros años
Michaels nació en 1963 en Pensilvania, criándose en la localidad de Mechanicsburg. En una entrevista afirmó que sus padres originalmente tenían la intención de bautizarlo "Maverick", basados en el popular personaje interpretado por el actor James Garner en la serie de televisión Maverick. A los seis años de edad, Michaels tuvo que pasar tres semanas hospitalizados, y allí le diagnosticaron diabetes mellitus tipo 1.

## Carrera

### Poison

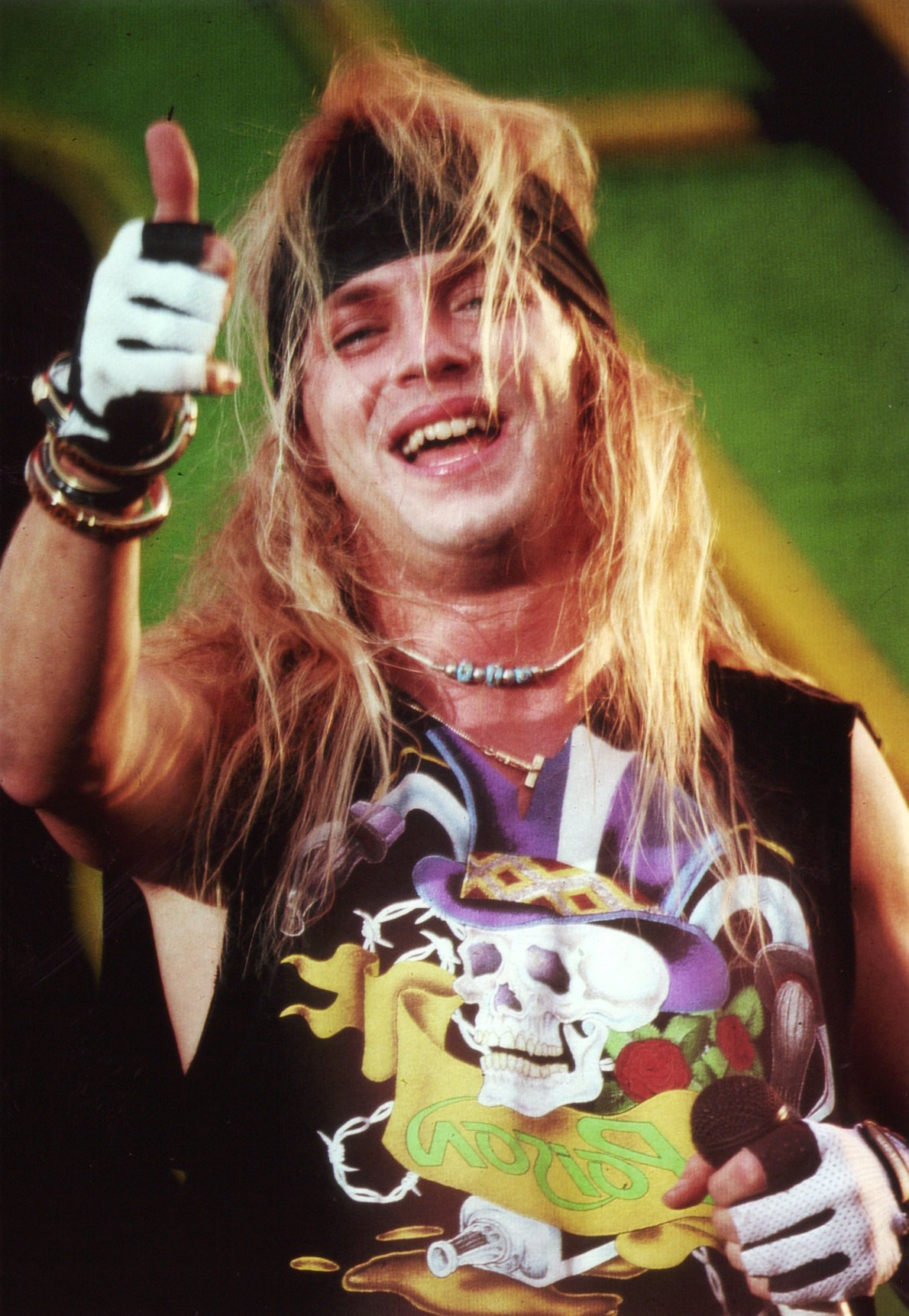
Bret Michaels con Poison en 1990.

Formó la banda Paris en su natal Pensilvania en 1983 junto con el baterista Rikki Rockett. La banda, que luego cambiaría su nombre a Poison, se trasladó a Los Ángeles en 1984 para abrirse paso a la escena glam metal de la ciudad. Poison se convirtió en una de las bandas más exitosas de la escena angelina en la década, grabando álbumes como Open Up and Say... Ahh!, que vendió 8 millones de copias a nivel mundial, o Flesh & Blood, con más de 7 millones de discos vendidos.
La popularidad de la banda decreció en la década de 1990, debido principalmente al resurgimiento del grunge, que cambió totalmente el estilo impuesto por el glam metal en los años 1980. La agrupación sin embargo publicó el disco Native Tongue en 1993 y el recopilatorio Poison's Greatest Hits: 1986–1996 en 1996. Tras la salida del guitarrista C.C. DeVille, la banda reunió a todos sus músicos originales y publicó el disco Hollyweird en 2002. Desde entonces, Bret Michaels ha alternado presentaciones en Poison con su exitosa carrera en solitario.

### Carrera como solista
Michaels grabó su primer álbum solista en 1998, titulado A Letter from Death Row. El disco fue la banda sonora de la película del mismo nombre, dirigida y protagonizada por el propio músico. En el filme, Michaels encarna a un convicto que se encuentra muy cerca de ser ejecutado y que hace todo lo posible por demostrar su inocencia. Tres años después publicó el álbum Ballads, Blues & Stories, donde presentaba versiones de Poison y algunas de sus canciones como solista. En 2003 publicó Songs of Life, un nuevo álbum de estudio que incluyó los sencillos "Raine" y "Bittersweet". Como inspiración para escribir las letras del disco, el músico se inspiró en eventos de su propia vida, especialmente el nacimiento de su primera hija Raine Elizabeth Sychak, a quien le dedicó la canción del mismo nombre. "Raine" contó además con un vídeoclip, el primero grabado por Michaels como solista, dirigido por Shane Stanley.
En 2005 el músico ofició como jurado en el programa de telerrealidad Nashville Star y el mismo año publicó un álbum de country rock titulado Freedom of Sound. El sencillo "All I Ever Needed", el cual contó con la colaboración de Jessica Andrews, se ubicó en la posición número 45 de la lista de éxitos de Billboard "Hot Country Songs". En 2008, Michaels publicó Rock My World, un álbum recopilatorio en el que presentó además tres nuevos sencillos. El disco logró ubicarse en la posición número 40 de la lista Billboard 200 y tuvo buen comportamiento en otras listas.

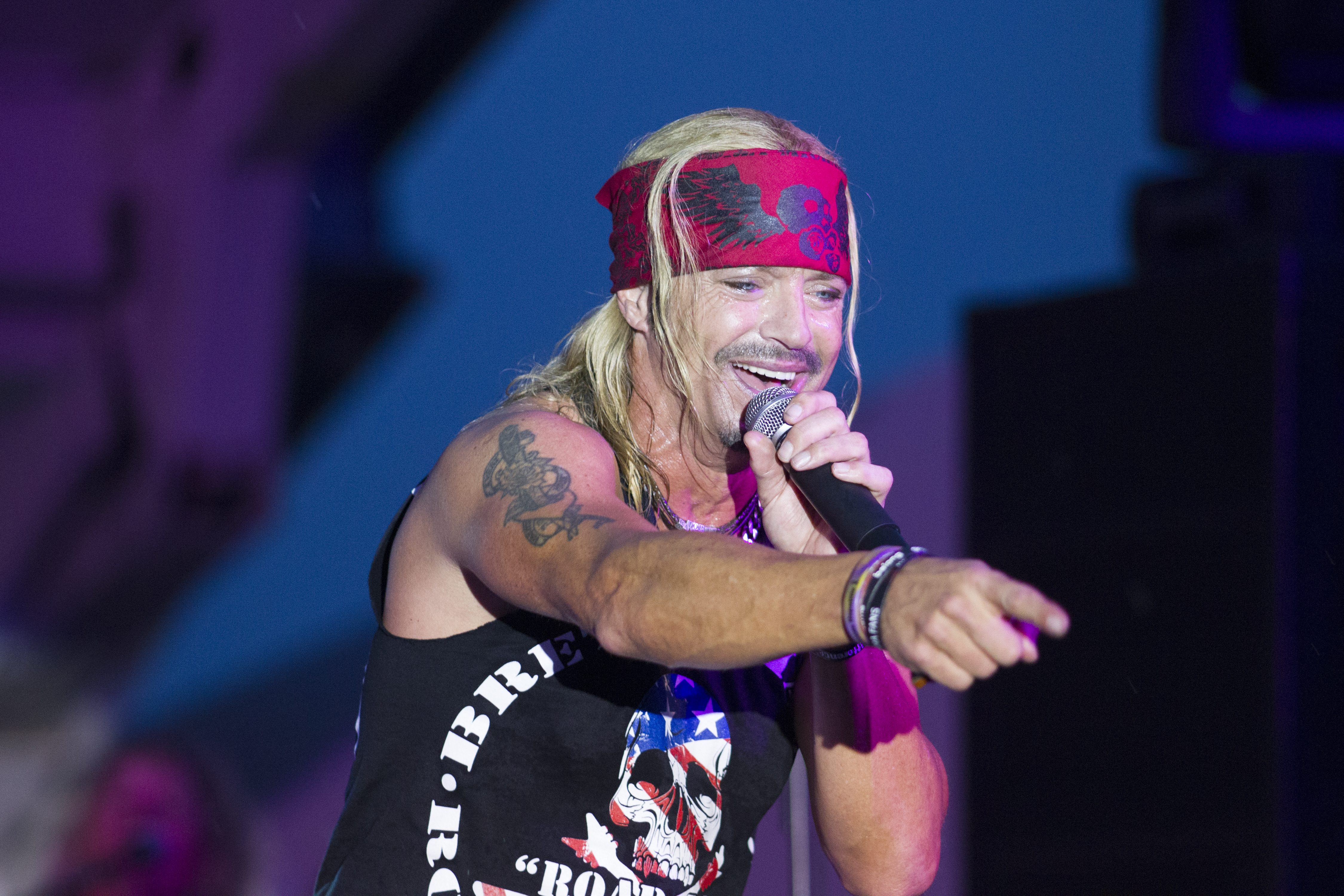
Michaels en vivo en 2014.

En 2010, Michaels publicó el sencillo "Nothing to Lose", perteneciente a su nuevo álbum de estudio, Custom Built. En la canción participó la popular cantante Miley Cyrus. El disco finalmente salió al mercado el 6 de julio de 2010, probando ser un éxito al encabezar las listas Top Independent Albums y Top Hard Rock Albums, además de una decorosa posición número 14 en la lista Billboard 200.
En 2013 fue publicado el sencillo "You Know You Want It" con la colaboración de Peter Keys. La canción fue incluida en el nuevo álbum de Michaels, Jammin' with Friends, en el que contó con el apoyo de músicos como Ace Frehley, Gary Rossington, Scot Coogan, Phil Collen, Jimmy Buffett y Miley Cyrus, entre otros. Aunque no fue tan exitoso como su antecesor, el disco figuró en cuatro listas de éxitos.

### Otros proyectos
Michaels ha estado activamente envuelto en diversos proyectos para televisión. En 2005 ofició como juez en el concurso Nashville Star. Dos años después protagonizó su propio programa de telerrealidad, titulado Rock of Love. En el programa, Michaels debía elegir entre una treintena de candidatas a su mujer ideal. Ante el éxito que representó el show, un año después se estrenó la segunda temporada, seguida de una tercera en el año 2009. El músico afirmó que la cadena VH1 contactó con él para la realización de una cuarta temporada, algo que hasta la fecha no se ha materializado.
Michaels y el actor Charlie Sheen fundaron una empresa de producción cinematográfica, Sheen/Michaels Entertainment, encargada de producir la película A Letter from Death Row (1998), protagonizada y dirigida por el músico. La compañía también produjo los largometrajes No Code of Conduct, Free Money (protagonizado por Marlon Brando y Mira Sorvino) y la película de surf In God's Hands, en la que Michaels también tuvo un pequeño papel como actor.
Bret apareció en un episodio de la primera temporada de la comedia de la CBS Yes, Dear, titulado "Greg's Big Day", emitido el 6 de noviembre de 2000. También apareció en tres episodios de The Chris Isaak Show de 2001 a 2004. El 1 de mayo de 2008 apareció en una edición especial para celebridades de Don't Forget the Lyrics!, en la que recaudó 200 mil dólares para donar a la caridad. En 2010, Michaels fue el concursante ganador de la serie de televisión de la NBC Celebrity Apprentice 3.
El músico protagonizó una serie llamada Bret Michaels: Life As I Know It, donde muestra su vida en casa con sus hijas y su madre. La filmación de la serie comenzó antes de los problemas de salud de Michaels, siendo suspendida después de su hospitalización. VH1 emitió un avance de la serie el 31 de mayo de 2010 y la estrenó oficialmente en otoño del mismo año. También en 2010 ofició como presentador del concurso Miss Universo 2010 junto con Natalie Morales, el 23 de agosto de 2010.

### Actualidad
En 2015 salió al mercado un nuevo álbum recopilatorio del artista, titulado True Grit. En 2019 fue publicado el sencillo "Unbroken", acompañado de un vídeoclip. La canción fue escrita junto con su hija de 13 años, Jorja Bleu.

## Plano personal

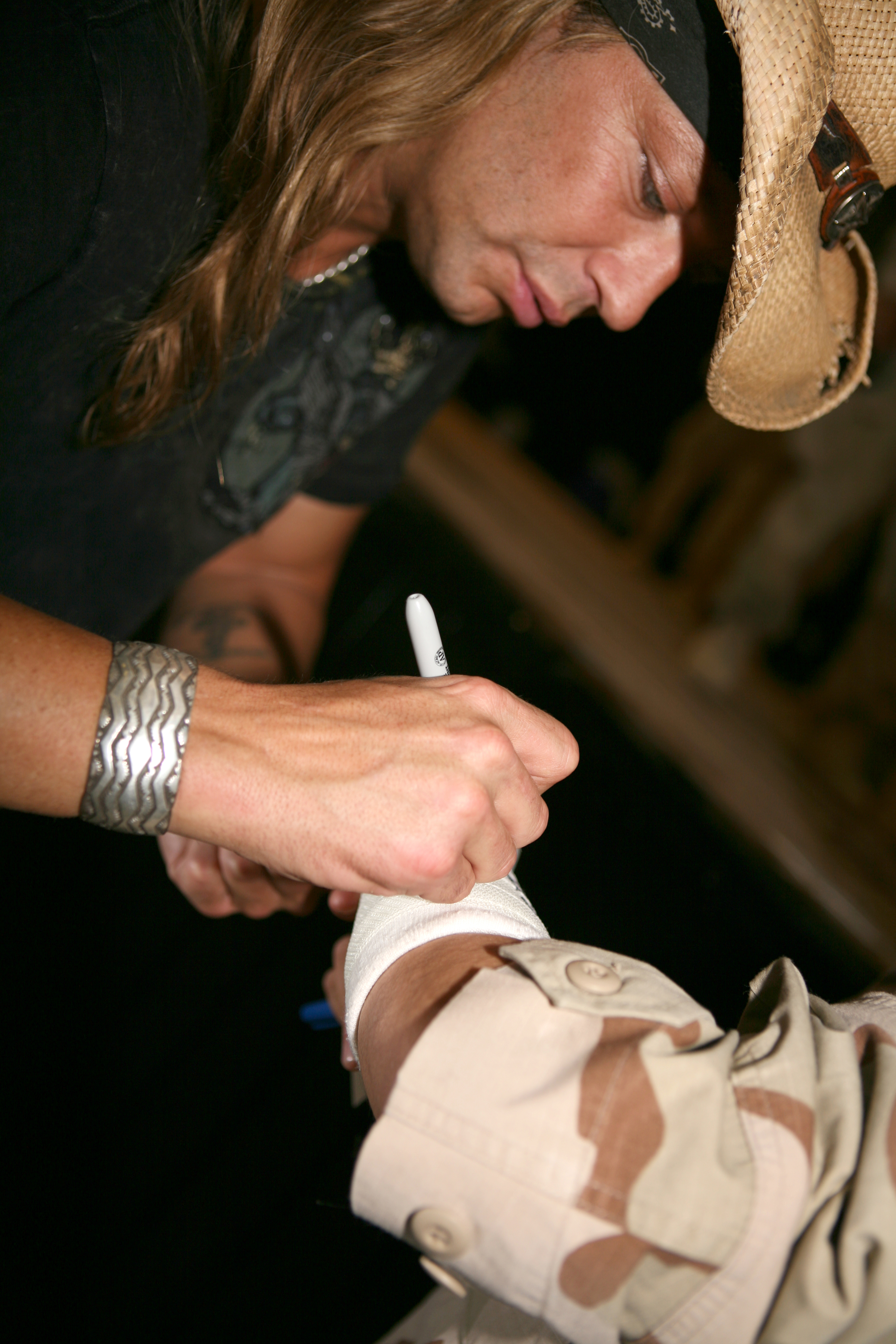
Michaels en 2007.

### Relaciones
El músico tuvo una relación entre 1988 y 1992 con Susie Hatton, actriz y modelo que aparece en el vídeoclip de la canción de Poison, Fallen Angel. También tuvo una corta pero muy notoria relación con Pamela Anderson. Una cinta que mostraba a la pareja teniendo relaciones sexuales fue filtrada en Internet en 1998. Michaels debió recurrir a una orden judicial federal para prohibir su distribución.
Mientras filmaba el final de su reality show Bret Michaels: Life As I Know It, Michaels le propuso matrimonio a Kristi Lynn Gibson. La pareja (que se separó en 2012) tiene dos hijas, Raine Elizabeth (nacida el 20 de mayo de 2000) y Jorja Bleu (nacida el 5 de mayo de 2005).

### Problemas de salud
Michaels ha tenido que lidiar con la diabetes mellitus desde su niñez. A mediados de la década de 1990, luego de una noche de fiesta, estrelló su Ferrari contra un poste telefónico, accidente que le ocasionó una variedad de serias contusiones, incluyendo algunas costillas rotas, una nariz desfigurada y la pérdida de varios dientes. El 22 de abril de 2010, Michaels fue trasladado al hospital con un insoportable dolor de cabeza. Cuando fue examinado por los médicos, descubrieron que había sufrido una hemorragia subaracnoidea masiva y se encontraba en situación crítica. Su salud fue estabilizada luego de la hospitalización.
El 5 de junio, Bret fue dado de alta del hospital de Phoenix donde se encontraba internado, esperándose su completa recuperación de la casi fatal hemorragia cerebral. Pocos días después reapareció en escena, presentándose en el programa American Idol con el finalista Casey James para interpretar "Every Rose Has Its Thorn", el clásico de Poison.
En 2020, el músico anunció que debía ser operado de varias dolencias, entre ellas cáncer de piel.

## Discografía

### Poison
- Look What the Cat Dragged In (1986) #3
- Open Up and Say... Ahh! (1988) #2
- Flesh & Blood (1990) #2
- Swallow This Live (1991) #5
- Native Tongue (1993) #16
- Poison's Greatest Hits: 1986–1996 (1996) #15
- Crack a Smile... and More! (2000) #131
- Power to the People (2000) #166
- Hollyweird (2002) #103
- Best of Ballads & Blues (2003) #144
- The Best of Poison: 20 Years of Rock (2006) #17
- Poison'd! (2007) #32
- Live, Raw & Uncut (2008) #8

### Solista
- A Letter from Death Row (1998) #98
- Ballads, Blues & Stories (2001)
- Songs of Life (2003) #40
- Freedom of Sound (2005) #34
- Rock My World (2008) #24
- Custom Built (2010)
- Jammin' with Friends (2013)

## Filmografía

### Cine y televisión
| Año  | Título                                          | Notas/Papel       |
| ---- | ----------------------------------------------- | ----------------- |
| 1994 | Burke's Law                                     | 1 episodio        |
| 1994 | In God's Hands                                  |                   |
| 1998 | A Letter from Death Row                         | Director          |
| 1998 | The World's Greatest Magic 5                    |                   |
| 1998 | No Code of Conduct                              | Director          |
| 1999 | High Tension, Low Budget                        |                   |
| 1999 | Martial Law                                     | 1 episodio        |
| 1999 | Behind the Music: Poison                        |                   |
| 2000 | Yes, Dear                                       | Él mismo          |
| 2002 | The Making of Bret Michaels                     |                   |
| 2005 | Nashville Star                                  | Tercera temporada |
| 2007 | Rock of Love with Bret Michaels                 |                   |
| 2008 | Rock of Love 2                                  |                   |
| 2008 | Don't Forget The Lyrics                         |                   |
| 2008 | Ellen-Fox Shows                                 |                   |
| 2008 | Saturday Night Live                             |                   |
| 2009 | Rock of Love Bus with Bret Michaels             |                   |
| 2009 | E True Hollywood Story: Bret Michaels           |                   |
| 2009 | The Penguins of Madagascar                      |                   |
| 2009 | Behind the Music: Bret Michaels                 |                   |
| 2009 | American Pie Presents: The Book of Love         | Él mismo          |
| 2010 | The Celebrity Apprentice                        | Él mismo          |
| 2010 | Bret Michaels: Life As I Know It                | Él mismo          |
| 2011 | Extreme Makeover: Home Edition                  | Él mismo          |
| 2012 | The High Fructose Adventures of Annoying Orange | Él mismo          |
| 2013 | The Celebrity Apprentice: All-Stars             | Él mismo          |
| 2013 | Rock My RV                                      | Él mismo          |
| 2013 | Full Throttle Saloon                            | Él mismo          |
| 2014 | Revolution                                      | 1 episodio        |
| 2017 | Sharknado 5: Global Swarming                    | Él mismo          |
| 2020 | The Masked Singer                               |                   |

### Vídeoclips
| Año  | Canción                   | Director                               |
| ---- | ------------------------- | -------------------------------------- |
| 2003 | "Raine"                   | Shane Stanley                          |
| 2003 | "Menace to Society"       | Bret Michaels                          |
| 2005 | "All I Ever Needed"       | Christie Cook                          |
| 2008 | "Go That Far"             | Shane Stanley                          |
| 2008 | "Fallen"                  | Shane Stanley                          |
| 2008 | "Driven (Rock Mix)"       | Shane Stanley                          |
| 2010 | "Riding Against the Wind" | Shane Stanley                          |
| 2010 | "What I Got"              | Bret Michaels                          |
| 2011 | "Hit and Roll"            | Jingle Punks Music                     |
| 2012 | "Get Your Rock On"        |                                        |
| 2012 | "The App Song"            |                                        |
| 2014 | "A Beautiful Soul"        |                                        |
| 2015 | "Girls on Bars"           | Damien Christian D'Amico/Bret Michaels |
| 2017 | "Jorja Bleu"              |                                        |
| 2019 | "Unbroken"                |                                        |